# Internationaux de Strasbourg 2021
Internationaux de Strasbourg 2021 là một giải quần vợt chuyên nghiệp thi đấu trên mặt sân đất nện ngoài trời ở Strasbourg, Pháp. Đây là lần thứ 35 giải đấu được tổ chức và là một phần của WTA 250 trong WTA Tour 2021. Giải đấu diễn ra tại Tennis Club de Strasbourg từ ngày 23 đến ngày 29 tháng 5 năm 2021.

## Nội dung đơn

### Hạt giống
| Quốc gia | Tay vợt               | Xếp hạng1 | Hạt giống |
| -------- | --------------------- | --------- | --------- |
| CAN      | Bianca Andreescu      | 7         | 1         |
| USA      | Jessica Pegula        | 28        | 2         |
| RUS      | Ekaterina Alexandrova | 34        | 3         |
| KAZ      | Yulia Putintseva      | 35        | 4         |
| CZE      | Barbora Krejčíková    | 38        | 5         |
| CHN      | Zhang Shuai           | 43        | 6         |
| USA      | Shelby Rogers         | 45        | 7         |
| POL      | Magda Linette         | 47        | 8         |

- Bảng xếp hạng vào ngày 17 tháng 5 năm 2021.

### Vận động viên khác
Đặc cách:
- Clara Burel
- Harmony Tan

Vượt ua vòng loại:
- Océane Dodin
- Yuliya Hatouka
- Andrea Lázaro García
- Jule Niemeier
- Diane Parry
- Maryna Zanevska

### Rút lui
Trước giải đấu
- Danielle Collins → thay thế bởi  Sorana Cîrstea
- Coco Gauff → thay thế bởi  Misaki Doi
- Veronika Kudermetova → thay thế bởi  Caroline Garcia
- Svetlana Kuznetsova → thay thế bởi  Alison Van Uytvanck
- Anastasia Pavlyuchenkova → thay thế bởi  Nao Hibino
- Nadia Podoroska → thay thế bởi  Christina McHale
- Alison Riske → thay thế bởi  Lauren Davis
- Elena Rybakina → thay thế bởi  Zarina Diyas
- Sara Sorribes Tormo → thay thế bởi  Rebecca Peterson
- Donna Vekić → thay thế bởi  Anna Blinkova
- Markéta Vondroušová → thay thế bởi  Alizé Cornet
- Wang Qiang → thay thế bởi  Varvara Gracheva

Trong giải đấu
- Bianca Andreescu

### Bỏ cuộc
- Alizé Cornet
- Océane Dodin
- Harmony Tan
- Jil Teichmann

## Nội dung đôi

### Hạt giống
| Quốc gia | Tay vợt        | Quốc gia | Tay vợt          | Xếp hạng1 | Hạt giống |
| -------- | -------------- | -------- | ---------------- | --------- | --------- |
| CHI      | Alexa Guarachi | USA      | Desirae Krawczyk | 32        | 1         |
| TPE      | Chan Hao-ching | TPE      | Latisha Chan     | 42        | 2         |
| USA      | Hayley Carter  | BRA      | Luisa Stefani    | 51        | 3         |
| CHN      | Xu Yifan       | CHN      | Zhang Shuai      | 54        | 4         |

- 1 Bảng xếp hạng vào ngày 17 tháng 5 năm 2021.

### Vận động viên khác
Đặc cách:
- Clara Burel /  Diane Parry
- Estelle Cascino /  Jessika Ponchet

Bảo toàn thứ hạng:
- Alexandra Panova /  Julia Wachaczyk

### Rút lui
Trước giải đấu
- Shuko Aoyama /  Ena Shibahara → thay thế bởi  Miyu Kato /  Renata Voráčová
- Anna Blinkova /  Lyudmyla Kichenok → thay thế bởi  Anna Blinkova /  Christina McHale
- Nadiia Kichenok /  Raluca Olaru → thay thế bởi  Ekaterina Alexandrova /  Yana Sizikova
- Alla Kudryavtseva /  Alexandra Panova → thay thế bởi  Alexandra Panova /  Julia Wachaczyk
- Nicole Melichar /  Demi Schuurs → thay thế bởi  Vivian Heisen /  Nicole Melichar

## Nhà vô địch

### Đơn
- Barbora Krejčíková đánh bại  Sorana Cîrstea 6–3, 6–3

### Đôi
- Alexa Guarachi /  Desirae Krawczyk đánh bại  Makoto Ninomiya /  Yang Zhaoxuan 6–2, 6–3